# Руска конституционна криза (1992 – 1993)
Руската конституционна криза от 1993 г. е граждански конфликт в Руската Федерация.
Кризата е породена от противопоставянето на две политически сили: от една страна – Президента на Руската Федерация – Борис Елцин и контролираната от него изпълнителна власт, а от друга страна – ръководството и голямата част от Народните депутати във Върховния съвет и Събранието на народните депутати, начело с Руслан Хасбулатов и вицепрезидента на Русия – Александър Руцкой.
Кулминация на конституционната криза стават кръвопролитните стълкновения при московското кметство, телекомуникационната кула Останкино и при атаката на Дома на Съветите (Белия Дом), както и сблъсъци около издигнатите барикади в центъра на столицата Москва, на 3 – 4 октомври 1993 година.

## Предпоставки и противоборства
Противостояването в политическата власт на Русия произхожда следствие на промените в конституционното устройство, новата Конституция и социално-икономическото развитие на Руската федерация.
Президентът настоява за бързо приемане на новата Конституция, засилване на президентската власт и либерализиране на икономическите реформи.
От друга страна Върховния съвет и Събранието на народните депутати – за съхраняване на цялата власт на парламента, и против излишни, необмислени реформи („шокова терапия“), при провеждане на радикалните икономически реформи.
Поддръжниците на Върховния съвет се уповават на действащата Конституция, съгласно, която (страница 104) висш орган на държавната власт на Руската Федерация е парламентът.
Според мнението на президента Елцин, има „двусмисленост“ в действащата Конституция. И това идва оттам, че президента е положил клетва да спазва Конституцията, но в същото време неговите пълномощия са Конституционално ограничени.

## Хронология на политическата криза
За начало на политическата и парламентарна криза в Русия може да се счита декември 1992 година, когато на VII събрание на народните депутати на РФ тлеещият конфликт във властта се разгаря с пълна сила. Като край на кризата се счита приемането на новата Конституция на Руската Федерация, през декември 1993 година.

### Оставка на правителството на Егор Гайдар, обръщение на Елцин и назначение на Черномирдин
- 1 декември 1992 година – в Москва е открито VI Събрание на народните депутати, в хода на което депутати и членове на Върховния съвет на РФ, критикуват ожесточено Правителството на Егор Гайдар.
- 9 декември 1992 година – Събранието на народните депутати не приема представеният от Борис Елцин за нов мандат кандидат Министър-председател Егор Гайдар.
- 10 декември 1992 година – Президента Елцин прави изказване пред Събранието на народните депутати, хвърляйки остри обвинения и критики към работата му, предлага на обсъждане идея за референдум и се опитва да провали заседанието, извеждайки от залата депутатите – негови привърженици.
- 11 декември 1992 година – по инициатива на Председателя на Конституционния Съд Валери Зоркин започват преговори между президента Елцин и председателя на Върховния съвет Руслан Хасбулатов.
- 12 декември 1992 година – Събранието на народните депутати приема постановление за стабилизация на конституционния строй, в което се намеква за референдум на 11 април 1993.
- 14 декември 1992 година – в трудно и многократно гласуване е приет нов Премиер-министър – Виктор Черномирдин.

### Опит за импийчмънт, априлски референдум и конституционно съвещание
- 12 март 1993 – Събранието на народните депутати отменя постановлението „За стабилизация на конституционния строй“.
- 20 март 1993 – Президента Елцин излиза в телевизионно обръщение към нацията, в което обявява за преустановяване действието на основния закон – Конституцията и въвеждане на „особен порядък на управление“, въпреки че както става ясно по-късно реално е подписан съвсем друг указ.
- 23 март 1993 – Конституционния Съд на РФ, още нямайки черно на бяло указа на президента, обявява неговите действия, свързани с телевизионното обръщение, за неконституционни, и вижда налични основания за отстраняване от длъжност на президента.
- 26 март 1993 – в Москва се провежда IX извънреден конгрес на народните депутати.
- 28 март 1993 – Събранието на народните депутати приема проекто решение и постановление за провеждане на предсрочни президентски избори и народни депутати и провежда гласуване за отстраняване на президента Борис Елцин от длъжност (като едновременно с това гласуване, по предложение на привържениците на Елцин се гласува предложение за отстраняване на Руслан Хасбулатов от поста председател на ВС). Опита за импийчмънт се проваля, като в този момент е изваден президентския проект за указ, чийто текст се оказва, че не противоречи на конституцията. Повлиян от този факт, събранието гласува против импийчмънт – гласуват 617 депутати при необходими 689 (т.е., 2/3 от 1033 регистриралите се депутати), против – 268.
- 29 март 1993 – след провала на опита за импийчмънт на Елцин, Събранието на народните депутати назначава за 25 април национален референдум.
- 21 април 1993 – Конституционния Съд приема постановление по въпроса за отчитане резултатите от референдума.
- 25 април 1993 – провежда се национален референдум. Той включва четири въпроса:

1. Доверявате ли се на Президента на РФ Борис Елцин? (58,7 % за)
2. Одобрявате ли социално-икономическата политика, осъществявана от Президента на РФ и Правителството РФ, провеждана от 1992 година? (53 % за)
3. Считате ли за необходимо провеждането на предсрочни избори за Президент на РФ? (49,5 % за)
4. Считате ли, че са необходими предсрочни избори за народни депутати на РФ? (67,2 % за)

В референдума участват 64,05 % от гражданите с право на глас.
Съгласно действащото законодателство, за приемане на решения по двата последни въпроси, необходимо било да се събере мнозинство гласове от общия брой избиратели. Противоречивите резултати от референдума били изтълкувани от Елцин и неговото обкръжение в поддръжка за него и провежданата от него политика. Впрочем въпреки юридическата неопределеност на третия въпрос от референдума, победата на Елцин и екипа му е счетена за пълна.
- 30 април 1993 – във вестник „Известия“ е публикуван проект за нова Конституция на РФ (съществено отличаваща се от реално приетата през декември версия).
- 1 май 1993 година – в Москва се състои демонстрация на противници на Президента, разгонена от частите ОМОН. Има и жертви, в т.ч. един ОМОН-овец (Владимир Толокнеев)
- 20 май 1993 година – Президентът обявява събирането на Конституционно съвещание (работна комисия) в Москва.
- 5 юни 1993 година – Конституционното съвещание започва работа.
- 1 септември 1993 година – Президентът, с указ № 1328, временно отстранява от изпълнение на задълженията като вицепрезидент Александър Руцкой, който в последно време нееднократно изказва яростна критика срещу президента и правителството, като формално причината е „във връзка с провеждащото се разследване“. В действащата Конституция и законодателните норми няма възможности за отстраняване на вицепрезидента. Обвиненията в корупция не се потвърждават (подписът на Руцкой, върху компрометиращите го документи се оказва подправен).
- 3 септември 1993 година – Висшият съвет приема решение да се изпрати на Конституционния съд решението на Елцин за отстраняването на Руцкой от вицепрезидентския пост. По мнението на парламентаристите, с издаването на този указ, Борис Елцин се намесва недопустимо в правомощията на съдебната власт. До разрешението на делото в Конституционния съд действието на указа се замразява.

### Разпускане на Върховния съвет
- 21 септември 1993 година – Президентът подписва президентски Указ от 21 септември 1993 № 1400 „За поетапна конституционна реформа в Руската Федерация“, препоръчвайки на Върховния съвет на РФ и Съвета на депутатите, да прекратят своята дейност, да се въведе в действие временна система за сигурност и до 11 – 12 декември да бъде определена дата за предсрочни избори.
- 21 – 22 септември 1993 година – Конституционният Съд обявява заключението си по повод действията на президента, обявявайки ги за противоконституционни и излиза с решение за предсрочно прекратяване на пълномощията на президента и поемането на поста от вицепрезидента Руцкой. Обявява събирането на X (извънредно) Събрание на народните депутати. Към Дома на съветите започват да прииждат привърженици на Събранието и Висшия съвет.
- 23 септември 1993 година – Президентът Борис Елцин се обявява за предсрочни избори за Президент, през юни 1994 година (по-късно това решение е отменено). Проведено е нападение над щаба на обединените въоръжени сили на Общността на независимите държави, двама загиват. Средствата за масова информация и привържениците на Елцин обвиняват за произшествието народните депутати и техните привърженици. Открива се X извънредно Събрание на народните депутати, което с необходимия кворум, с пълно съблюдаване на законовите норми и процедури, утвърждава постановление на Висшия съвет за прекратяване пълномощията на Б. Елцин като президент и прехвърлянето им на вицепрезидента А. Руцкой. Действията на президента са квалифицирани като „опит за държавен преврат“.
- 30 септември 1993 година – Президентът формира Централна избирателна комисия по изборите за Държавна Дума и назначава за председател Николай Рябов.
- 3 – 4 октомври 1993 година – след превземането на зданието на московското кметство от привърженици на Висшия съвет и стълкновенията при телевизионната кула „Останкино“ Борис Елцин обявява извънредно положение в Москва. Домът на съветите е атакуван с бронирана техника, което води до много жертви.[2] Ръководството на Висшия съвет, вицепрезидентът и много депутати са арестувани.
- 4 – 5 октомври 1993 година – стотици привържениците на Висшия съвет се предадоха; те бяха изпратени до най-близкия стадион. Има много източници на информация (цитирани в[3]), които показват, че затворниците са били убити на стадиона.